# Nils Janzon
Nils Gustaf Janzon född 28 april 1850 i Stockholm, död 30 mars 1926, var en svensk konstnär, illustratör och lärare.
Han var son till grosshandlaren Johan Janzon och Inga Christina Olander. Efter avslutade studier i Uppsala studerade Janzon vid Konstakademien i Stockholm 1874–1878 och var efter studierna verksam som lärare i svenska och matematik vid blindinstitutet Tomteboda 1879–1892. Han medverkade ett flertal gånger i utställningar med Konstföreningen för södra Sverige och Halland konstförening. Som illustratör medverkade han i tidskrifterna Eko 1875–1876, Förr och nu samt Ny Illustrerad Tidning 1877–1878 och i mindre omfattning för andra tidningar. Hans konst består av porträtt och genremålningar i olja eller akvarell samt teckningar i blyerts. 
Janzon är representerad vid Nationalmuseum, Kalmar konstmuseum, Kungliga biblioteket i Stockholm och Vetenskapsakademins samlingar.